# Будіштень (Бузеу)
Будіштень, Будіштені (рум. Budișteni) — село у повіті Бузеу в Румунії. Входить до складу комуни Костешть.
Село розташоване на відстані 86 км на північний схід від Бухареста, 11 км на південь від Бузеу, 106 км на південний захід від Галаца, 114 км на південний схід від Брашова.

## Населення
За даними перепису населення 2002 року у селі проживали 529 осіб, усі — румуни. Усі жителі села рідною мовою назвали румунську.